# Shrines of Europe
Shrines of Europe ist eine Vereinigung der sieben bedeutendsten Marienwallfahrtsorte Europas beziehungsweise ein europäisches Netzwerk von Gemeinden mit wichtigen Marienheiligtümern. Altötting (in Deutschland), Lourdes (in Frankreich), Loreto (in Italien), Fátima (in Portugal) und Tschenstochau (in Polen) gründeten diese Arbeitsgruppe 1996. Ein paar Jahre später, trat Mariazell in Österreich bei und 2017 die Schweizer Gemeinde Einsiedeln.
Die Städte kooperieren aktiv in verschiedenen Feldern. Wie die Bewerbung der Städte und die Entwicklung der Region, in Rücksicht auf die Werte und Geschichte der Gemeinden. Aber auch die Erhaltung der Geschichte und kulturelle Identität dieser Orte sowie den Austausch von Erfahrungen und Wissen zur Verwaltung dieser Gebiete.

## Geschichte
Erste Kontakte auf kommunaler Ebene zu dem italienischen Marienwallfahrtsort Loreto kamen im Altöttinger Jubiläumsjahr 1989 zustande und führten knapp zwei Jahre später zu einer Städtepartnerschaft. Loreto hatte zu diesem Zeitpunkt bereits eine Städtepartnerschaft mit dem polnischen Marienwallfahrtsort Tschenstochau und diese wiederum Partnerschaften mit Lourdes und Fátima.
Im Laufe der Jahre wuchs bei den beteiligten Städten der Wunsch nach Schaffung einer gemeinsamen Kommunikationsplattform. 1996 wurde die Arbeitsgemeinschaft „Shrines of Europe“ gegründet, zunächst mit den Mitgliedsstädten Altötting, Lourdes, Loreto, Fátima und Tschenstochau. Einige Jahre später kam Mariazell in Österreich hinzu. Die Bürgermeister der sieben Wallfahrtsorte kommen jedes Jahr an einem der Mitgliedsorte zu einem Arbeitstreffen zusammen um die Zusammenarbeit zu stärken, aktuelle Themen zu besprechen und weitere Projekte der Vereinigung zu planen.

## Mitglieder
1. Altötting (Deutschland)
2. Einsiedeln (Schweiz)
3. Fátima (Portugal)
4. Loreto (Marken) (Italien)
5. Lourdes (Frankreich)
6. Mariazell (Österreich)
7. Tschenstochau (Polen)

## Marienwallfahrtorte

### Altötting
Seit mehr als 1250 Jahren ist Altötting das religiöse Zentrum Bayerns und für über 500 Jahre der wichtigste Marienwallfahrtsort in Deutschland. Jedes Jahr kommen mehr als eine Million Wallfahrer und Besucher zu der Holzstatue der Jungfrau Maria, auch bekannt als „Schwarze Madonna“.
Als ein besonderes Symbol der tiefen Verbundenheit mit dem bayerischen Nationalheiligtum, befinden sich die Herzen der bayerischen Herzöge, Könige und Kurfürsten in prachtvoll verzierten Silberurnen gegenüber dem Altar in der Gnadenkapelle. Darunter ist auch das Herz Ludwigs II., auch bekannt als der „Märchenkönig“. Aufgrund der starken Verbindung des bayerischen Volkes und seiner Herrscher mit dem Heiligtum Unserer Lieben Frau von Altötting, wurde Altötting mit dem Beinamen „Herz Bayerns“ betitelt.
Ebenso besuchten einige Päpste die Stadt Altötting. Zuerst Pius VI. im Jahre 1782, dann Johannes Paul II. 1980 und später auch Benedikt XVI. 2006, der diesen Ort seine „spirituelle Heimat“ nannte. Zwei Jahre nach dem Besuch, verlieh Papst Benedikt der Stadt eine Goldene Rose als Zeichen seiner großen Wertschätzung für das Marienheiligtum.
Überlieferungen zufolge ereigneten sich die ersten beiden Wunderheilungen an zwei Kindern im Jahr 1489 nach Anbetung der Gottesmutter. In den folgenden Jahren wurde von vielen weiteren Gebetserhörungen und Wundern berichtet. Die Geschichten dieser Wunder werden von den Votivtafeln im Rundgang und im Inneren der Kapelle erzählt und sind Zeugnisse des Glaubens und der Volksfrömmigkeit.

### Einsiedeln
Diese Stadt liegt in der Nähe von Zürich im Herzen der Schweiz: Eines der bedeutendsten barocken Bauwerke in der Schweiz ist unter anderem die Benediktinerabtei von Einsiedeln. Die Kapelle Unserer Lieben Frau mit der berühmten „Schwarzen Madonna“ ist seit dem Mittelalter eines der bedeutendsten Wallfahrtsziele Europas. Ein Mönch namens „Meinrad“ kam in diese Gegend, um hier als Einsiedler zu leben. Im Jahre 861, nach seinem gewaltsamen Tod, wurde eine Kapelle am Ort seiner Einsiedelei errichtet. Das ist der Ursprung des Ortsnamens, der „Einsiedelei“ bedeutet.
Im Jahr 934 wurde eine Mönchsgemeinschaft am Ort von Meinrads Einsiedelei gegründet und datiert somit den Beginn der Geschichte der Benediktinerabtei. In den Jahrhunderten danach entwickelte sich die Wallfahrt zu Unserer Lieben Frau von Einsiedeln und zu ihrer wie durch ein Wunder geweihten Kapelle und zog Wallfahrer aus ganz Europa an.
Aber erst 1466 wurde Einsiedeln zu dem bedeutendsten Marienheiligtum in der Schweiz, da in diesem Jahr die jetzige Marienstatue dorthin gelangte und somit ein Ort der Verehrung, Gastfreundschaft und Kultur wurde.
1704 erfolgte der Spatenstich für die heutigen barocken Abteigebäude und 1735 wurde die großartige barocke Klosterkirche geweiht.
Auch heute noch lebt in der Abtei eine lebendige Mönchsgemeinschaft nach den Regeln des Hl. Benedikt. Die Mönche betreuen die Wallfahrer in ihren spirituellen Anliegen, wirken in verschiedenen Pfarreien und unterrichten an der Klosterschule mit ihren 350 Schülern.
Eine der größten Feierlichkeiten ist das Fest der Weihe der Kapelle Unserer Lieben Frau, die sogenannte „Engelweihe“. Dessen Geschichte geht zurück auf das Jahr 934, in dem der Legende nach Jesus Christus in der Begleitung von vielen Engeln und Heiligen die Kapelle am Ort von Meinrads Einsiedelei geweiht hat.

### Fátima
Fátima, die „Stadt des Friedens“, ist das wichtigste Marienheiligtum in Portugal und eines der wichtigsten der Welt. Die Stadt liegt circa 130 km von Lissabon entfernt.
Die religiöse Geschichte der Stadt beginnt zwischen 1916 und 1917, in einer Zeit, die von Krieg und Unruhen des frühen 20. Jahrhunderts und vom Ersten Weltkrieg geprägt war. Drei Kindern, die mit ihrer Schafherde auf der „Cova da Iria“ waren, erschien die Muttergottes und ein Engel. Die Marienerscheinungen wiederholten sich jeweils am 13. der Monate Mai bis Oktober 1917. Eine große Friedensbotschaft wurde der Welt durch die drei Kinder übermittelt. Inspiriert durch ihren Glauben und Hingabe an die Jungfrau Maria sowie das Rosenkranzgebet. Bei der letzten Marienerscheinung am 13. Oktober 1917 erlebten Tausende Menschen das unglaubliche Sonnenwunder, bei dem die anwesenden Pilger die Sonne am Himmel tanzen sahen. An genau diesem Ort wurde dann eine Marmorsäule und eine kleine Kapelle aus Stein errichtet.
Die Lebensgeschichte der drei Seherkinder und der Marienerscheinungen wird für die Pilger lebendig bei der Möglichkeit einer Besichtigung der Gräber im Inneren der Basilika oder beim Besuch ihrer ehemaligen Wohnhäuser in Aljustrel.
An diesem heiligen Platz steht die Erscheinungskapelle mit der Statue der Muttergottes von Fátima. Auf dem großen Platz befinden sich auch die Basilika mit den Gräbern der drei Seherkinder und die neue Kirche der Heiligen Dreifaltigkeit.
Im 20. und 21. Jahrhundert besuchten mehrere Päpste Fatima. 2017, 100 Jahre nach der ersten Erscheinung, sprach Papst Franziskus zwei der Seherkinder, Jacinta und Francisco, heilig.

### Loreto
Überlieferungen zufolge stammen die Wände der „Santa Casa“ aus Nazareth in Galiläa: Dem Geburtsort der Jungfrau Maria. Dort ist sie aufgewachsen und ist ihr der Engel des Herren erschienen.
Die Legende zeugt von der Frömmigkeit und dem Glauben des Volkes und erzählt von Engeln, die das Haus fortgetragen haben sollen. Neuere Untersuchungen der Geschichte gehen davon aus, dass das Haus eher von Menschen mit „himmlischer“ Hilfe über Wasser und Land transportiert wurde.
Die Santa Casa besteht aus zwei grundlegend verschiedenen Teilen. Der erste Teil reicht vom Boden bis zu einer Höhe von drei Metern und besteht aus der Originalwand: Sandsteinblöcke in regelmäßigen Reihen, wie man sie in Nazareth findet. Der zweite Teil wurden später oberhalb hinzugefügt und besteht aus Steinen aus der dortigen Region, das einzige Baumaterial, das in dieser Gegend auf diese Art und Weise verwendet wurde.
Über der Santa Casa wurde 1469 die Basilika errichtet. Zuerst nach Plänen von Marino di Marco Cedrino im Baustil der Spätgotik. Die Fassade der Basilika wurde aber erst 1587 im Stil der Spätrenaissance fertig gestellt.
Der Basilika-Vorplatz wird im Osten von der Kirchenfassade und ihrem Kirchturm begrenzt, im Norden und Osten vom Apostolischen Palast sowie im Süden vom Illiric-Palast. In der Mitte der Piazza della Madonna steht ein kunstvoller Brunnen, der zwischen 1604 und 1614 nach Plänen des berühmten Carlo Maderno und seines Onkels Giovanni Fontana erbaut wurde. Der Brunnen ist mit einigen bronzenen Skulpturen von Tarquinio und Pietro Paolo Jacometti aus dem Jahre 1622 verziert.
Die Schatzkammer wurde zu Beginn des 17. Jahrhunderts für liturgische Geräte, Gewänder und Votivgaben errichtet, die die Gläubigen mitgebracht hatten. Hervorragende Fresken (1605–1610) von Cristoforo Roncalli, genannt Pomarancio, zeigen zehn Szenen aus dem Leben der Muttergottes, sechs Propheten und sechs Sybillen. Diese Fresken gelten als Meisterwerke des Manierismus.

### Lourdes
Lourdes liegt in Südwestfrankreich in der Nähe der spanischen Grenze. Die Wallfahrt nach Lourdes begann mit einer Serie von insgesamt 18 Marienerscheinungen vom 11. Februar bis zum 16. Juli 1858. Bei der ersten am 11. Februar erschien Bernadette Soubirous in der Grotte Massabielle am Fluss Gave die Muttergottes, eine weiß gekleidete Dame, die von Licht umgeben war und sie ansah und lächelte. 17 weitere Erscheinungen folgten. Jedes Jahr pilgern Millionen von Menschen aus der ganzen Welt nach Lourdes, die das Heiligtum der Muttergottes besuchen wollen.
Eine elementare Rolle in Lourdes spielt das Wasser. Einerseits gibt es den Fluss Gave, andererseits das Wasser aus der Quelle, die ein Symbol für Reinigung ist und die Bernadette am 25. Februar 1858 entdeckte. Eine besonders spirituelle Erfahrung für jeden Wallfahrer, der nach Lourdes kommt, ist das Baden in den Becken der Quelle.
Seit den Marienerscheinungen ist der Wallfahrtsort darauf ausgerichtet, eine große Zahl von kranken Pilgern aufzunehmen und ihnen einen angenehmen Aufenthalt zu bieten. Es gibt zur Zeit zwei Hospize, die sich um ältere, kranke und behinderte Pilger kümmern.
Zwischen April und Oktober finden jeden Tag um 17 Uhr die eucharistischen Prozessionen statt mit Krankensegnung. Dies ist eine besonders bewegende Erfahrung für kranke und behinderte Gläubige.
Ebenso finden von April bis Oktober jeden Abend um 21 Uhr die Lichterprozessionen statt. Dies ist für die Pilger und Besucher der bewegendste Augenblick eines jeden Pilgertages in Lourdes und eine sehr geschätzte Zeit für Gebete. In der Advents- und Weihnachtszeit, jeweils um 20.30 Uhr, nimmt die Lichterprozession vor der Grotte die Form eines Rosenkranzes, gebildet aus brennenden Kerzen, an.

### Mariazell
Das Herzstück der Stadt Mariazell ist ihre prächtige Basilika, die Besucher und Pilger seit Jahrhunderten anzieht. Viele Generationen haben in der Stadt ihre Spuren hinterlassen, zu sehen an der Schatzkammer und den Votivbildern und Votivgaben, die von vielen Pilgern über die Jahre hier hinterlassen worden sind.
Das Ziel der meisten Pilger ist eine rund 50 cm große, hölzerne Madonna mit dem Jesuskind, genannt „Magna Mater Austriae“ („Magna Hungarorum Domina, Mater Gentium Slavorum“) in der Basilika. Dieses Gnadenbild ist für viele Besucher in Mariazell ein Zeichen für die Reise und hilft ihnen oft ihr eigenes Lebensziel zu finden. Prunkvolle Liebfrauenkleider schmücken die Madonna mit Ausnahme des 8. September (Patrozinium) und des 21. Dezember (Gründungstag).
Der Legende nach wurde 1157 Mönch Magnus vom Abt des Stiftes St. Lambrecht beauftragt ins Zellertal zu reisen. Dieser nahm eine selbstgeschnitzte Madonnenfigur mit sich. Als ein Felsen den Weg versperrte, betete Magnus zur Muttergottes, die daraufhin den Fels teilte und somit den Weg frei machte. Dabei stellte er die Statue der Madonna auf einen Baumstumpf, der noch heute im Gnadenaltar enthalten ist, und erbaute eine erste Kapelle.

### Tschenstochau
Vor allem wegen des Gnadenbildes der Muttergottes ist Tschenstochau bei vielen Menschen aus der ganzen Welt bekannt. Diese Ikone der Schwarzen Madonna befindet sich im Kloster der Paulinermönche am Jasna Góra. Am 15. August, dem Hochfest Maria Himmelfahrt, kommen circa 100.000 Pilger aus Polen und der ganzen Welt jedes Jahr nach Tschenstochau. Das wichtigste Ziel der Pilger ist wohl die Gnadenkapelle mit dem Bild der Muttergottes und dem Jesuskind.
Beim Gnadenbild handelt es sich um eine 82 mal 122 Zentimeter große Tafel aus Lindenholz, die in ikonenähnlicher Darstellung die Muttergottes und das Jesuskind zeigt. Es befindet sich auf dem Hellen Berg (Jasna Góra) in der Kapelle der Muttergottes und wurde 1430 bei einem Hussitenüberfall schwer beschädigt.
Ladislaus von Oppeln gründet 1382 das Paulinerkloster am Jasna Góra und stiftet das Gnadenbild der schwarzen Madonna zwei Jahre später. Der Glaube an Wundertätigkeit, Hilfe und Trost durch die „Königin von Polen“ reicht weit über Polen hinaus. Mitte des 17. Jahrhunderts weiht König Johann II. Kasimir seine Nation Unserer lieben Frau.
Am Altar begannen die polnischen Könige ihre Feldzüge und zur Schwarzen Madonna brachten sie ihre Dankgaben. Papst Johannes Paul II. zeichnete die Stadt mit einer goldenen Rose aus und stiftete den Gürtel, den er bei dem Anschlag auf sein Leben 1981 trug und der von einer Kugel durchdrungen wurde. Beides befindet sich heute nahe beim Gnadenbild der Schwarzen Madonna. Die Kapelle besteht aus drei Teilen, die in unterschiedlichen Epochen errichtet wurden. Der älteste Teil stammt aus dem 17. Jahrhundert und ist im gotischen Stil. Mit seinem Altar aus Elfenbein und Silber ist dieser Teil heute das Presbyterium. Der zweite Teil ist im barocken Stil und mit Votivgaben verziert, um den Dank an die Muttergottes für Gebetserhörungen auszudrücken. Der dritte Teil der Kapelle stammt vom Beginn des 20. Jahrhunderts.